# Dillian Whyte
Dillian Whyte est un boxeur et kickboxeur britannique professionnel né le 11 avril 1988 à Port Antonio en Jamaïque. Il émigre dans les années 1990 avec ses parents en Angleterre, tout d'abord à Brixton puis à Lambeth.

## Carrière sportive
Whyte devient boxeur professionnel en 2011 mais à cause de problèmes de drogues, il fut interdit de compétition de 2012 à 2014. Le 12 décembre 2015, il affronte Anthony Joshua et perd par arrêt de l'arbitre au 7e round. Il relance sa carrière le 7 octobre 2016 en remportant le titre de champion britannique des poids lourds aux dépens de Ian Lewison. Il bat notamment par la suite Dereck Chisora, Robert Helenius et Joseph Parker mais s'incline face à Alexander Povetkin le 22 août 2020 avant de gagner le combat revanche le 27 mars 2021.

## Titres professionnels en boxe anglaise

### Titre mondial mineur
- Champion du monde poids lourds WBC intérim (2019-2020 et (depuis 2021)

### Titres régionaux/internationaux
- Champion poids lourds WBO International (2018-2019)
- Champion poids lourds WBC Silver (2017-2018)
- Champion du Royaume-Uni poids lourds BBBofC (2016-2017)
- Champion poids lourds WBC International (2016)
- Champion poids lourds WBC International Silver (2015)

## Référence
1. ↑  (en) Alexander Povetkin v Dillian Whyte II (boxrec.com)